# Margherita dei Paesi Bassi
Margherita dei Paesi Bassi (nome completo in olandese Margriet Francisca; Ottawa, 19 gennaio 1943) è una principessa olandese.
È la terzogenita della regina Giuliana e del principe Bernhard.

## Biografia

### Nascita e battesimo

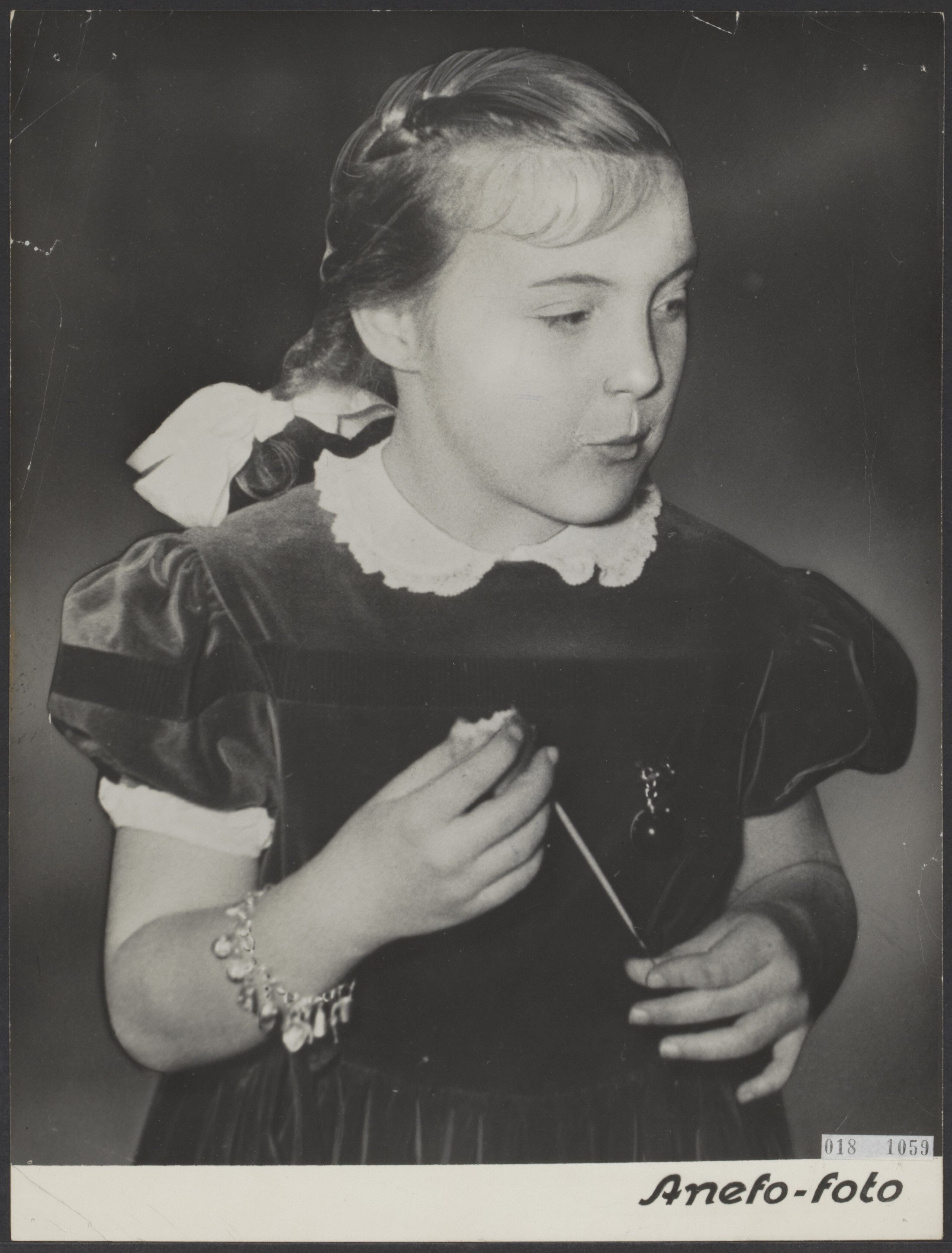
La principessa Margherita nel 1952

La principessa Margherita è nata all'Ospedale Civico di Ottawa nel 1943, dove la famiglia reale si era trasferita a causa della seconda guerra mondiale.
Per consentirle di nascere come cittadina olandese, la stanza d'ospedale in cui sua madre partorì venne dichiarata extraterritoriale dal governo del Canada. Margherita fu così sottratta alla legge dello ius soli, vigente in territorio canadese, e poté nascere con la sola cittadinanza dei Paesi Bassi secondo il principio dello ius sanguinis.
Il 29 giugno fu battezzata nella chiesa presbiteriana di Sant'Andrea ad Ottawa e come padrini ebbe Franklin Delano Roosevelt, Maria e Alessandro di Teck, Marta di Svezia, Martine Roell (dama di compagnia di sua madre) e la Marina Mercantile Olandese. Il 2 agosto 1945 la famiglia tornò nei Paesi Bassi trasferendosi a palazzo Soestdijk.

### Istruzione e matrimonio

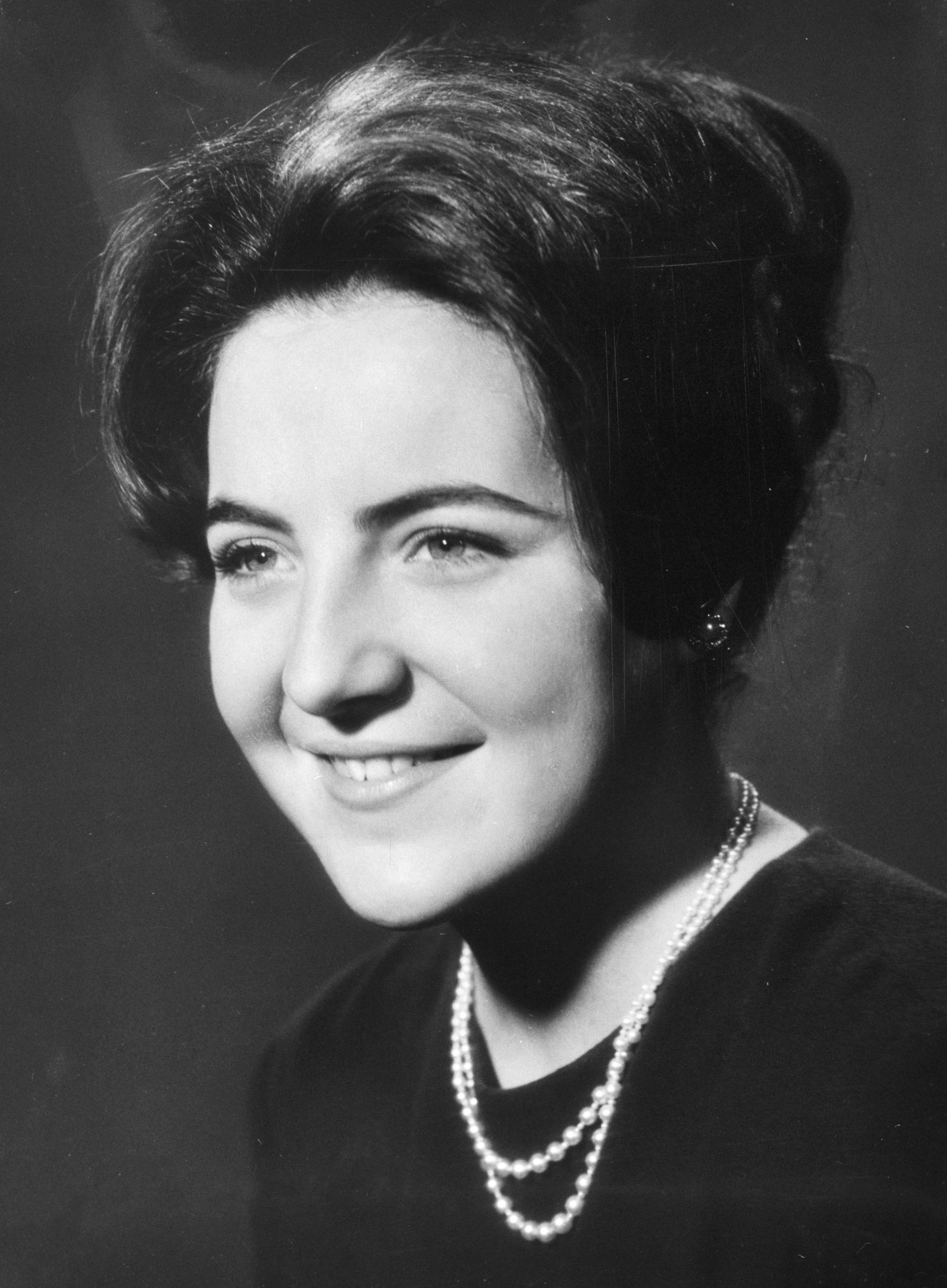
La principessa Margherita nel 1964

Dal 1949 frequentò gli studi elementari alla scuola progressista De Werkplaats di Bilthoven, poi alla Nieuwe Baarnse School di Baarn. Nel 1961 si diplomò al Baarns Lyceum, poi studiò letteratura francese, storia e storia dell'arte all'Università di Montpellier.
Iscrittasi all'Università di Leida, studiò giurisprudenza, diritto costituzionale, diritto romano e alcune materie sulle scienze sociali. Successivamente si formò come assistente infermieristica di prima classe con la Croce Rossa Olandese, all'ospedale De Lichtenberg di Amersfoort.
Margherita incontrò Pieter van Vollenhoven nel 1963, durante gli studi a Leida. Il 10 marzo del 1965 si fidanzarono ufficialmente, per sposarsi il 10 gennaio del 1967 con rito civile celebrato dal sindaco dell'Aia Hans van Kolfschoten e quello religioso da Hendrikus Berkhof nella Chiesa Grande.
Venne stabilito che i loro figli avrebbero avuto il titolo di principi d'Orange-Nassau con il trattamento di Altezza e il cognome van Vollenhoven.

### Attività

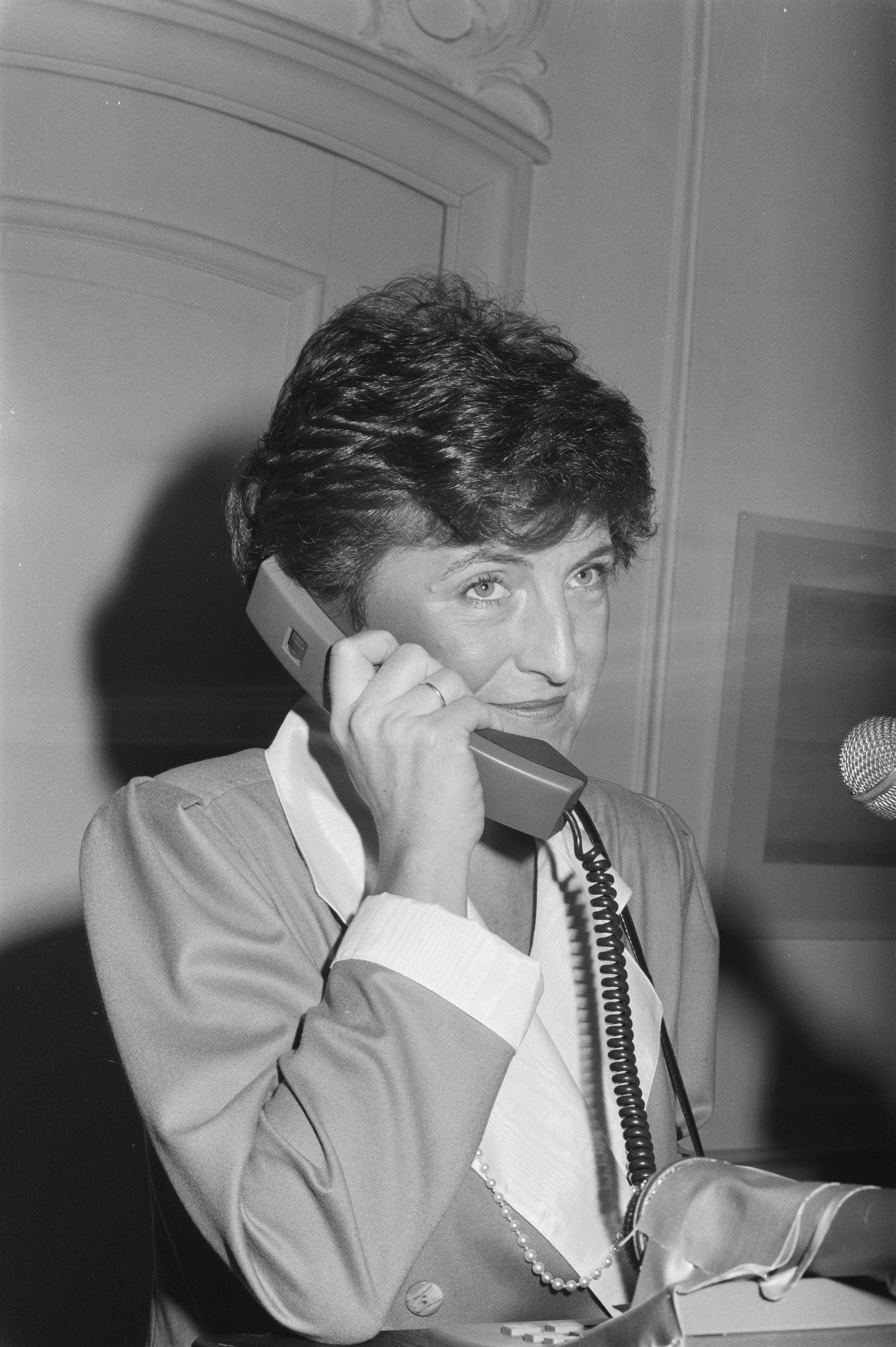
La principessa Margherita nel 1988

Nel 1966 iniziò a lavorare come infermiera volontaria nella Croce Rossa Olandese e dall'anno successivo fu attiva nel Movimento Internazionale. Nel 1984 iniziò a presiedere la Fondazione Culturale Europea (EFC) e dal 1987 al 2011 fu vice presidente della Croce Rossa nazionale. In quest'ultimo anno venne creato in suo onore il Princess Margriet Fund, che prepara alle calamità naturali le popolazioni a rischio.
Dal dicembre 1995 fino al dicembre 2003 ricoprì il ruolo di presidente nella Commissione Permanente del Movimento Internazionale della Croce Rossa. Dal 2005 al 2013 presiedette il CdA della Federazione internazionale. Si ritirò dalla presidenza dell'EFC nel 2007, per essere succeduta da Laurentien Brinkhorst, moglie di suo nipote Costantino. Nel 2008 l'EFC istituì il Princess Margriet Award for Cultural Diversity, premio indirizzato ad artisti, attivisti e pensatori che invitano il pubblico europeo a riflettere sul ruolo della diversità culturale nella società.
Nel 2018, in occasione del suo 75⁰ compleanno, la Croce Rossa e l'Università di Twente istituirono la Princess Margriet Research Chair nella Facoltà di Scienze della Geoinformazione e dell'Osservazione della Terra. Dal 2019 Maarten van Aalst è il titolare della cattedra, che concentra le sue ricerche sulla resilienza ai disastri naturali e al cambiamento climatico.

## Patrocini
Margherita dei Paesi Bassi ricopre le seguenti cariche:
- Patrona di SOS Villaggi dei bambini;
- Patrona dell'Introdans Modern Ballet Company (Arnhem);
- Patrona della National Union of Volunteers;
- Patrona di Vision 2020 Netherlands;
- Patrona della KNCV Tuberculosis Foundation;
- Patrona dell'Association of Summer Camps for Young Cancer Patients;
- Patrona dell'Equestrian Federation for the Disabled;
- Patrona dei Friends of De Hoogstraat Rehabilitation Centre;
- Patrona del National Rehabilitation Fund;
- Patrona del Zeemanshoop Royal College;
- Patrona della of the Society of Friends of the Band of the Royal Marines;
- Patrona del Noorder Haaks Nautical Technical Centre;
- Patrona della Netherland-America Foundation (New York);
- Patrona del Netherlands-American Amity Trust (Washington);
- Patrona dell'Artis (Amsterdam);
- Patrona dell'Apenheul, Apeldoorn;
- Presidente onoraria della Croce Rossa Olandese;
- Presidente onoraria dell'Advisory Committee of Invictus Games The Hague 2020;
- Presidete onoraria dell'Honorary chair of the advisory council for the joint MSc programme in Global Health (Università di Maastricht and Università McMaster);
- Presidente onoraria della De Lijn Society;
- Membro del Consiglio Onorario del Comitato Paralimpico Internazionale;
- Membro dell'Advisory Committee of the Ronald McDonald Houses a Utrecht, Nimega e Zwolle;
- Membro dell'Advisory Committee of the Focal Epilepsies of Childhood Foundation;
- Membro dell'Advisory Committee of the Maaszicht Rotterdam Foundation;
- Membro dell'Advisory Committee of the Prinses Christina Concours;
- Membro dell'Advisory Committee of the Esther Vergeer Foundation.

## Discendenza
Margherita dei Paesi Bassi e Pieter van Vollenhoven ebbero quattro figli:
- Principe Maurits Willem Pieter Hendrik van Orange-Nassau, van Vollenhoven (Utrecht, 17 aprile 1968), ha sposato Marie Helene "Marilène" Angela van den Broek (Dieren, 4 febbraio 1970) il 29 maggio 1988 ad Apeldoorn:[7]
  - Anastasia Margriet Josephine van Lippe-Biesterfeld van Vollenhoven (Amsterdam, 15 aprile 2001);
  - Lucas Maurits Pieter Henri van Lippe-Biesterfeld van Vollenhoven (Amsterdam, 26 ottobre 2002);
  - Felicia Juliana Benedicte Barbara van Lippe-Biesterfeld van Vollenhoven (Amsterdam, il 31 maggio 2005).
- Principe Bernhard Lucas Emmanuel van Oranje-Nassau, van Vollenhoven (Nimega, 25 dicembre 1969), ha sposato Annette Sekrève (L'Aia, 18 aprile 1972) il 6 luglio 2000 a Utrecht:[8]
  - Isabella Lily Juliana van Vollenhoven (Amsterdam, 14 maggio 2002);
  - Samuel Bernhard Louis van Vollenhoven (Amsterdam, 25 maggio 2004);
  - Benjamin Pieter Floris van Vollenhoven (Amsterdam, il 12 marzo 2008).
- Principe Pieter-Christiaan Michiel van Oranje-Nassau, van Vollenhoven (Nimega, 22 marzo 1972), ha sposato Anita Theodora van Eijk (Neuchâtel, 27 ottobre 1969) il 25 agosto 2005 ad Apeldoorn:[9]
  - Emma Francisca Catharina van Vollenhoven (L'Aia, il 28 novembre 2006);
  - Pieter Anton Maurits Erik van Vollenhoven (L'Aia, 19 novembre 2008).
- Principe Floris Frederik Martijn van Oranje-Nassau, van Vollenhoven (Nimega, 10 aprile 1975), ha sposato Aimée Leonie Allegonde Marie Söhngen (Amsterdam, 18 ottobre 1977) il 20 ottobre 2005 a Naarden:[10]
  - Magali Margriet Eleonoor van Vollenhoven (Amsterdam, 9 ottobre 2007);
  - Eliane Sophia Caroline van Vollenhoven (Amsterdam, 5 luglio 2009);
  - Willem Jan Johannes Pieter Floris van Vollenhoven (L'Aia, 1⁰ luglio 2013).

## Titoli e trattamento
- 19 gennaio 1943 - 10 gennaio 1967: Sua Altezza Reale, la principessa Margherita dei Paesi Bassi, principessa di Orange-Nassau, principessa di Lippe-Biesterfeld
- 10 gennaio 1967 - attuale: Sua Altezza Reale, la principessa Margherita dei Paesi Bassi, principessa di Orange-Nassau, principessa di Lippe-Biesterfeld, signora van Vollenhoven

## Ascendenza
|                                |                                               |                                        | Genitori                              |  |  | Nonni |  |  | Bisnonni                        |  |  | Trisnonni                   |  |
|                                |                                               |                                        |                                       |  |  |       |  |  | Ernesto II di Lippe-Biesterfeld |  |  | Giulio di Lippe-Biesterfeld |  |
|                                |                                               |                                        |                                       |  |  |       |  |  | Ernesto II di Lippe-Biesterfeld |  |  | Giulio di Lippe-Biesterfeld |  |
|                                |                                               | Adelaide di Castell-Castell            |                                       |  |  |       |  |  | Ernesto II di Lippe-Biesterfeld |  |  |                             |  |
| Bernardo di Lippe-Biesterfeld  |                                               |                                        |                                       |  |  |       |  |  | Ernesto II di Lippe-Biesterfeld |  |  |                             |  |
|                                |                                               | Carolina di Wartensleben               | Leopoldo di Wartensleben              |  |  |       |  |  |                                 |  |  |                             |  |
|                                |                                               | Carolina di Wartensleben               | Leopoldo di Wartensleben              |  |  |       |  |  |                                 |  |  |                             |  |
|                                |                                               | Carolina di Wartensleben               | Mathilde Halbach                      |  |  |       |  |  |                                 |  |  |                             |  |
| Bernardo di Lippe-Biesterfeld  |                                               | Carolina di Wartensleben               |                                       |  |  |       |  |  |                                 |  |  |                             |  |
|                                |                                               | Aschwin di Sierstorpff-Cramm           | Adolfo di Cramm                       |  |  |       |  |  |                                 |  |  |                             |  |
|                                |                                               | Aschwin di Sierstorpff-Cramm           | Adolfo di Cramm                       |  |  |       |  |  |                                 |  |  |                             |  |
|                                |                                               | Aschwin di Sierstorpff-Cramm           | Edvige di Cramm                       |  |  |       |  |  |                                 |  |  |                             |  |
| Armgard di Sierstorpff-Cramm   |                                               | Aschwin di Sierstorpff-Cramm           |                                       |  |  |       |  |  |                                 |  |  |                             |  |
|                                |                                               | Edvige di Sierstorpff-Driburg          | Ernesto di Sierstorpff-Driburg        |  |  |       |  |  |                                 |  |  |                             |  |
|                                |                                               | Edvige di Sierstorpff-Driburg          | Ernesto di Sierstorpff-Driburg        |  |  |       |  |  |                                 |  |  |                             |  |
|                                |                                               | Edvige di Sierstorpff-Driburg          | Karoline von Vincke                   |  |  |       |  |  |                                 |  |  |                             |  |
| Margherita di Orange-Nassau    |                                               | Edvige di Sierstorpff-Driburg          |                                       |  |  |       |  |  |                                 |  |  |                             |  |
|                                | Federico Francesco II di Meclemburgo-Schwerin | Paolo Federico di Meclemburgo-Schwerin |                                       |  |  |       |  |  |                                 |  |  |                             |  |
|                                | Federico Francesco II di Meclemburgo-Schwerin | Paolo Federico di Meclemburgo-Schwerin |                                       |  |  |       |  |  |                                 |  |  |                             |  |
|                                | Federico Francesco II di Meclemburgo-Schwerin | Alessandrina di Prussia                |                                       |  |  |       |  |  |                                 |  |  |                             |  |
| Enrico di Meclemburgo-Schwerin | Federico Francesco II di Meclemburgo-Schwerin |                                        |                                       |  |  |       |  |  |                                 |  |  |                             |  |
|                                |                                               | Maria di Schwarzburg-Rudolstadt        | Adolfo di Schwarzburg-Rudolstadt      |  |  |       |  |  |                                 |  |  |                             |  |
|                                |                                               | Maria di Schwarzburg-Rudolstadt        | Adolfo di Schwarzburg-Rudolstadt      |  |  |       |  |  |                                 |  |  |                             |  |
|                                |                                               | Maria di Schwarzburg-Rudolstadt        | Matilde di Schonburg-Waldenburg       |  |  |       |  |  |                                 |  |  |                             |  |
| Giuliana dei Paesi Bassi       |                                               | Maria di Schwarzburg-Rudolstadt        |                                       |  |  |       |  |  |                                 |  |  |                             |  |
|                                |                                               | Guglielmo III dei Paesi Bassi          | Guglielmo II dei Paesi Bassi          |  |  |       |  |  |                                 |  |  |                             |  |
|                                |                                               | Guglielmo III dei Paesi Bassi          | Guglielmo II dei Paesi Bassi          |  |  |       |  |  |                                 |  |  |                             |  |
|                                |                                               | Guglielmo III dei Paesi Bassi          | Anna Pavlovna Romanova                |  |  |       |  |  |                                 |  |  |                             |  |
| Guglielmina dei Paesi Bassi    |                                               | Guglielmo III dei Paesi Bassi          |                                       |  |  |       |  |  |                                 |  |  |                             |  |
|                                |                                               | Emma di Waldeck e Pyrmont              | Giorgio Vittorio di Waldeck e Pyrmont |  |  |       |  |  |                                 |  |  |                             |  |
|                                |                                               | Emma di Waldeck e Pyrmont              | Giorgio Vittorio di Waldeck e Pyrmont |  |  |       |  |  |                                 |  |  |                             |  |
|                                |                                               | Emma di Waldeck e Pyrmont              | Elena di Nassau                       |  |  |       |  |  |                                 |  |  |                             |  |
|                                |                                               | Emma di Waldeck e Pyrmont              |                                       |  |  |       |  |  |                                 |  |  |                             |  |